# Matt Hemingway
Matt Hemingway, född 24 oktober 1972 i Los Angeles i Kalifornien, är en amerikansk friidrottare (höjdhoppare).
Hemingways största merit är att han blev tvåa i höjdhopp efter Stefan Holm vid OS 2004 i Aten. Hemingway tangerade sitt personbästa 2,34 i höjdhoppsfinalen och det räckte alltså till silver. Hemingway blev dessförinnan 12:a vid VM i Paris 2003 och 11:a vid VM i Helsingfors 2005.
Hemingways farfar var kusin till författaren Ernest Hemingway.